# NGC 3895
NGC 3895 é uma galáxia espiral barrada (SBa) localizada na direcção da constelação de Ursa Major. Possui uma declinação de +59° 25' 59" e uma ascensão recta de 11 horas, 49 minutos e 03,8 segundos.
A galáxia NGC 3895 foi descoberta em 18 de Março de 1790 por William Herschel.